# Umberto Maglioli
 Umberto Maglioli  va ser un pilot de curses automobilístiques italià que va arribar a disputar curses de Fórmula 1.
Maglioli va néixer el 5 de juny del 1928 a Bioglio, província de Vercelli, Itàlia i va morir el 7 de febrer del 1999 a Monza, Itàlia.

## A la F1
Va debutar a l'última cursa de la quarta temporada de la història del campionat del món de la Fórmula 1, la corresponent a l'any 1953, disputant el 13 de setembre el GP d'Itàlia al Circuit de Monza.
Umberto Maglioli va participar en deu curses puntuables pel campionat de la F1, disputant-les en cinc temporades diferents, les que hi ha als anys 1953 i 1957.

## Resultats a la Fórmula 1
| Any  | Equip                     | Xassís   | Motor    | 1      | 2   | 3   | 4   | 5   | 6       | 7       | 8        | 9     | Posició | Punts |
| ---- | ------------------------- | -------- | -------- | ------ | --- | --- | --- | --- | ------- | ------- | -------- | ----- | ------- | ----- |
| 1953 | Scuderia Ferrari          | Ferrari  | Ferrari  | ARG    | 500 | HOL | BEL | FRA | GBR     | ALE     | SUI      | ITA 8 | -       | 0     |
| 1954 | Scuderia Ferrari          | Ferrari  | Ferrari  | ARG 9  | 500 | BEL | FRA | GBR | ALE     |         | ITA 3*   | ESP   | 18è     | 2     |
| 1954 | Scuderia Ferrari          | Ferrari  | Ferrari  |        |     |     |     |     |         | SUI 7   |          |       | 18è     | 2     |
| 1955 | Scuderia Ferrari          | Ferrari  | Ferrari  | ARG 3* | MON | 500 | BEL | HOL | GBR     |         |          |       | 21è     | 1.33  |
| 1955 | Scuderia Ferrari          | Ferrari  | Ferrari  |        |     |     |     |     |         | ITA 6   |          |       | 21è     | 1.33  |
| 1956 | Scuderia Guastalla        | Maserati | Maserati | ARG    | MON | 500 | BEL | FRA | GBR Ret |         |          |       | -       | 0     |
| 1956 | Officine Alfieri Maserati | Maserati | Maserati |        |     |     |     |     |         | ALE Ret | ITA Ret* |       | -       | 0     |
| 1957 | Dr Ing F Porsche KG       | Porsche  | Porsche  | ARG    | MON | 500 | FRA | GBR | ALE Ret | PES     | ITA      |       | -       | 0     |

(*) Cotxe compartit.

### Resum
| Curses: | Victòries: | Pòdiums: | Poles: | Voltes ràpides: | Punts: |
| ------- | ---------- | -------- | ------ | --------------- | ------ |
| 10      | 0          | 2        | 0      | 0               | 3,33   |